# Esquire (revista)
Esquire és una revista masculina dels Estats Units, editada per l'editorial Hearst Corporation, primer a Chicago i després a Nova York. El primer número va aparèixer l'octubre de 1933. Va ser pionera en el tracte de temes poc convencionals.
Esquire va començar com una publicació per a homes més tard es va transformar en un diari més refinat amb èmfasi en la moda masculina i la cultura. Amb contribucions d'autors com Ernest Hemingway i F. Scott Fitzgerald es va guanyar una reputació més seriosa. El 2019 tenia 27 edicions internacionals.
Esquire va adquirir notorietat per un procés judicial el 1943. Frank C. Walker, el director general dels correus nord-americans, va intentar retirar la tarifa econòmica (considerada essencial per a la supervivència d'una revista) perquè no estava «dedicada a la informació útil». Gingrich i els seus associats van protestar i van rebre el suport d'escriptors famosos en la seva defensa. La revista va guanyar la demanda contra Walker el 1946 al Tribunal Suprem dels Estats Units. Per aquest plet, Esquire va contribuir a restringir el tradicional paper del director de correus com a censor nacional i adaptar la societat americana als valors del postguerra, i no els valors puritans del segle xix.